# دونتسوف (استان بلگورود)
دونتسوف (انگلیسی: Dontsov, Belgorod Oblast) یک شهرک در بخش راکیتیانسکی استان بلگورود کشور روسیه است.